# 斯武皮亚河

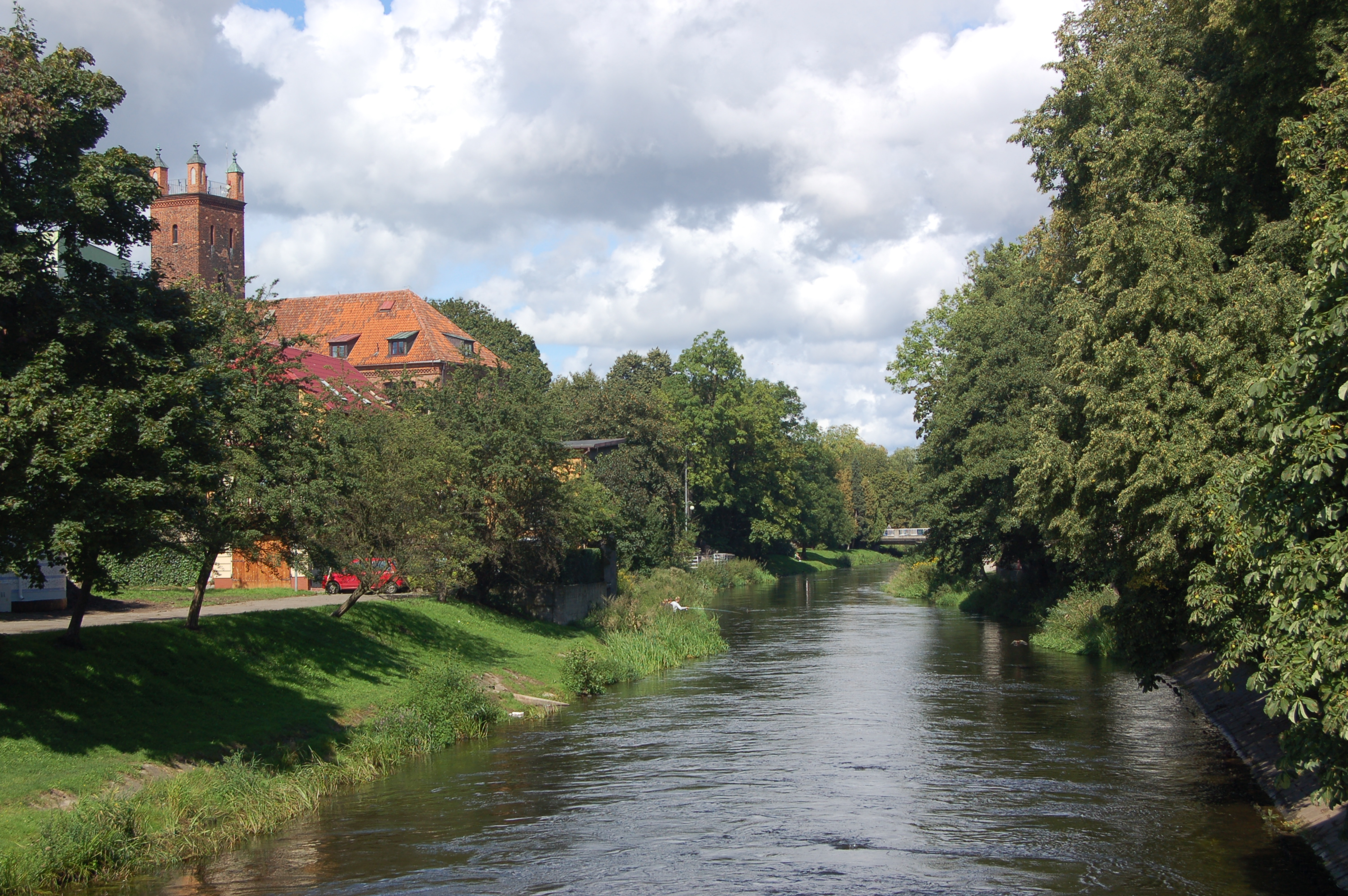
斯武皮亚河风景

斯武皮亚河（波蘭語：Słupia）是一条波兰濱海省内的138.6千米长的河流。
它源于滨海省的湖泊地区，海拔177米高度，流向西北，注入波罗的海。由于其上游落差很大，因此在那里建有多座水电站。
斯武普斯克以南的河段是风景保护区。
54°35′20″N 16°51′10″E / 54.5889°N 16.8528°E